# Oliver Kraas
Oliver Martin Kraas Germiston, Sudáfrica, 18 de abril de 1975, es un esquiador a que ha competido desde 2003. Al competir en dos Juegos Olímpicos de Invierno, obtuvo su mejor resultado de la 57a en el evento de sprint individual en Turín en 2006.
El mejor resultado de Kraas en el Campeonato Mundial de Esquí Nórdicofue 23.º en el sprint por equipos en Oberstdorf en 2005.
Su mejor resultado Mundial fue 38.º en un evento de sprint individual en Alemania en 2006.
- Datos: Q782183
- Multimedia: Oliver Kraas / Q782183